# Winter Sleep
Ne doit pas être confondu avec Wintersleep.
Pour plus de détails, voir Fiche technique et Distribution.
Winter Sleep (Kış Uykusu) est un film turc, réalisé par Nuri Bilge Ceylan, sorti en 2014.
Outre le Prix FIPRESCI de la critique internationale, il remporte la Palme d'or de la 67e édition du festival de Cannes.

## Synopsis
Aydın, comédien à la retraite, dirige un petit hôtel de Cappadoce, en Anatolie centrale, avec sa jeune épouse Nihal, dont il s’est sentimentalement éloigné, et sa sœur Necla qui souffre encore de son récent divorce. En hiver, la neige recouvre la steppe et l’ennui ravive les rancœurs, poussant Aydın à partir. Mais pour finir, il ne part pas, ne pouvant s'éloigner de Nihal, même si celle-ci a cessé de l'aimer.

## Fiche technique
Sauf indication contraire, les informations mentionnées dans cette section peuvent être confirmées par la base de données cinématographiques IMDb,  présente dans la section « Liens externes ».
- Titre original : Kış Uykusu
- Titre français : Winter Sleep
- Réalisation : Nuri Bilge Ceylan
- Scénario : Nuri Bilge Ceylan et Ebru Ceylan, d'après des nouvelles d'Anton Tchekhov
- Photographie : Gökhan Tiryaki
- Montage : Nuri Bilge Ceylan
- Production : Zeynep Özbatur Atakan
- Sociétés de production[3] : NBC Film, Memento Films, Arte France Cinéma[4], Bredok Film Production
- Pays d'origine[5] :  Turquie,  Allemagne,  France
- Langue originale : turc
- Format : couleur - 2,35:1
- Genre : drame
- Durée : 196 minutes
- Dates de sortie :
  - France : 16 mai 2014 (Festival de Cannes) ; 6 août 2014 (sortie nationale)
  - Belgique : 13 août 2014
  - Canada : 5 septembre 2014 (Festival de Toronto)

## Distribution
Sauf indication contraire, les informations mentionnées dans cette section peuvent être confirmées par la base de données cinématographiques IMDb,  présente dans la section « Liens externes ».
- Haluk Bilginer (VF : Simon Abkarian) : Aydın
- Demet Akbağ (VF : Marie-Armelle Deguy) : Necla
- Melisa Sözen (VF : Suliane Brahim) : Nihal
- Ayberk Pekcan (VF : Bruno Abraham-Kremer) : Hidayet
- Tamer Levent (tr) (VF : Daniel Kenigsberg) : Suavi
- Nejat İşler (VF : Félicien Juttner) : İsmail
- Serhat Kılıç (VF : Guillaume de Tonquédec) : Hamdi

Source et légende : Version française (V. F.) sur le site d’AlterEgo (la société de doublage)

## Production
Le film s'inspire de nouvelles d'Anton Tchekhov et peint les tourments de personnages, en proie à la solitude, aux remords, au doute.
Aucune musique originale n'est composée pour ce film, qui utilise toutefois l'andantino de la sonate pour piano en la majeur de Franz Schubert.

## Accueil

### Accueil critique
Soulevant l'enthousiasme au Festival de Cannes 2014, Winter Sleep est globalement très apprécié par la presse française et internationale qui envisage sérieusement de le voir figurer au palmarès sans en faire pour autant l'un des favoris à la Palme d'or au même titre que Mommy de Xavier Dolan, Timbuktu d'Abderrahmane Sissako et Deux jours, une nuit des frères Dardenne. Mais la présence du film au palmarès à une place élevée était crédible car tous les longs métrages de Ceylan précédemment sélectionnés en compétition, à l'exception de Climats, étaient repartis avec une récompense majeure : Uzak obtint en effet en 2003 le Grand prix du jury et le Prix d'interprétation masculine pour ses deux principaux interprètes, Les Trois Singes le Prix de la mise en scène en 2008 et Il était une fois en Anatolie le Grand prix en 2011. La Palme d'or surprit mais quelques magazines avaient prédit que Ceylan s'approchait de plus en plus de la récompense suprême du fait qu'il était un habitué du festival et qu'il accumulait les distinctions cannoises importantes.
Télérama est conquis, criant au chef-d'œuvre. Une partie des Inrocks parle d'un film beau et puissant. Libération salue un film aux dialogues brillants et acides.
Les perplexes ou les déçus (tels Chronicart, Le Figaro, Les Cahiers du cinéma et une partie de la rédaction des Inrocks), estiment le film intelligent et brillant sur le fond mais ennuyeux, platement auteuriste et vaguement académique sur la forme, copiant, sans jamais l'égaler, le style d'Ingmar Bergman et Michelangelo Antonioni,,,. Les deux autres grands défauts que beaucoup de critiques évoquent concerneraient la durée excessive du film, long de 3 heures et 16 minutes (le film le plus long de la compétition cannoise) ainsi que des dialogues introspectifs trop denses.

## Distinctions
Sauf indication contraire, les informations mentionnées dans cette section peuvent être confirmées par la base de données cinématographiques IMDb,  présente dans la section « Liens externes ».

### Récompenses
- Festival de Cannes 2014 :
  - Palme d'or
  - Prix FIPRESCI
- Prix du Syndicat français de la critique de cinéma et des films de télévision 2014 : meilleur film étranger
- Los Angeles Film Critics Association Awards 2014 : 2e place des meilleurs films en langue étrangère[réf. nécessaire]

### Nominations
- César 2015 : meilleur film étranger
- Bodil 2015 : meilleur film non américain
- Roberts 2015 : meilleur film non américain

### Sélections et
- Festival international du film de Saint-Sébastien 2014 : sélection « Pearls »
- Festival du film de Sydney 2014
- Festival international du film de Toronto 2014 : sélection « Special Presentations »